# San Carlos, Quintana Roo
San Carlos är en ort i Mexiko.   Den ligger i kommunen José María Morelos och delstaten Quintana Roo, i den östra delen av landet, 1 100 km öster om huvudstaden Mexico City. San Carlos ligger 58 meter över havet och antalet invånare är 104.
Terrängen runt San Carlos är platt. Runt San Carlos är det mycket glesbefolkat, med 5 invånare per kvadratkilometer. Närmaste större samhälle är Candelaria, 11,6 km norr om San Carlos. I omgivningarna runt San Carlos växer i huvudsak städsegrön lövskog.